# マダムと女房
『マダムと女房』（マダムとにょうぼう）は、1931年（昭和6年）公開の日本映画である。五所平之助監督。松竹キネマ製作（松竹キネマ蒲田撮影所撮影）。日本初の本格的トーキー映画である。

## 概要
1927年にアメリカ合衆国で長編トーキー映画『ジャズ・シンガー』が公開されるなど、トーキーの技術開発が各国で盛んとなる中、日本の映画会社も研究を開始した。
大阪松竹座の楽士から音響技術者に転身した土橋武夫・土橋晴夫兄弟が、1931年にサウンドトラック方式による「土橋式松竹フォーン」の開発に成功。これを受け、国産トーキーの導入に熱心だった松竹蒲田撮影所長の城戸四郎は本作の製作を決めた。それまでに『藤原義江のふるさと』（日活）など、一部シーン上映の際にレコードを再生する方式によるパートトーキー作品は複数公開されていたが、本作は「土橋式」の導入により、全編にわたって音声の流れる日本初の本格的トーキー映画となった。
1931年度のキネマ旬報ベストテンで第1位にランクインされた。

## ストーリー
劇作家の芝野新作は、「上演料500円」の大仕事を受け、静かな環境で集中して台本を書くため、郊外の住宅地で借家を探し歩いていた。そのうち新作は路上で写生をしていた画家と言い争いになり、それを銭湯帰りの「マダム」が仲裁する。
妻・絹代や2人の子供とともに新居に越してきた新作だったが、仕事に取りかかろうとするたびに、野良猫の鳴き声や、薬売りなどに邪魔をされ、何日も仕事がはかどらない。ある日、隣家でパーティが開かれ、ジャズの演奏が始まった。新作はたまらず隣家に乗り込むが、応対したのはかつての「マダム」だった。マダムは自身がジャズバンドの歌手であることを明かし、音楽家仲間を紹介した。新作は言われるままに隣家に上がり、酒をすすめられ、ともに歌った。その頃、絹代は窓越しに隣家の様子を見ていた。
『ブロードウェイ・メロディー』を口ずさみながら上機嫌で帰宅した新作を絹代は叱りつけ、嫉妬心からミシンの音を立て始め、果てには「洋服を買ってちょうだい」とねだる。新作はそんな絹代に取り合おうとせず、「上演料500円。不言実行」と告げて机に向かう。
数日後。芝野家は、百貨店から自宅へ戻る道を歩いていた。住宅の新築工事や、空を飛ぶ飛行機をながめながら談笑し、一家はささやかな幸福を噛みしめた。そのうち「マダム」宅から『私の青空』のメロディが流れ、一家は口ずさみながら家路につくのだった。

## キャスト
順および役名は本編タイトルバックおよび国立映画アーカイブに基づく。一部役名は本編中の描写によった。
- 芝野新作：渡辺篤
主人公。劇作家。
- その女房（絹代）：田中絹代
新作の妻。和装で古風な日本髪を結っている。ラストシーンで髪だけやや洋髪（耳隠し）になる。
- 娘テル子：市村美津子
新作の娘。
- 隣のマダム（山川滝子）：伊達里子
芝野家の隣家の住人。ジャズバンドの歌手。
- 画家：横尾泥海男
本作で最初にセリフを発する人物。第一声は「このぐらい描けりゃ、今年の帝展も大丈夫だな」。
- 新作の友人：吉谷久雄、月田一郎
新作宅の引越しを手伝い、そのまま深夜まで新作と麻雀に興じる。
- 見知らぬ男：日守新一
新作の家にやって来て、薬の訪問販売をする。
- 音楽家（小林）：小林十九二
ジャズバンドのマネージャー。
- 音楽家：関時男
ジャズバンドの指揮者。
- 運転手：坂本武
画家が新作との喧嘩で倒したイーゼルのためにトラックを通行できなくなり、「このガラクタを轢いちまうぞ」と叫ぶ。
- 隣の少女：井上雪子
隣家のパーティの客。新作のファンだと話す。
- 出演バンド：帝国館ジャズバンド、宮田ハーモニカバンド

## スタッフ
順・職掌は本編タイトルバックに基づくが、一部他資料による補足を含む。
- 原作・脚色：北村小松
- ギャグマン：伏見晁
- 監督：五所平之助
- 助監督：富岡敦雄、蛭川伊勢夫
- 撮影：水谷至宏、星野斉（撮影助手[2]）、山田吉男（撮影助手[2]）
- 音響記録：土橋武夫、土橋晴夫
  - ミキサー：狩谷太郎（クレジットなし[1]）
- 現像操作：増谷麟、納所歳巳
- 美術・意匠：脇田世根一
- 舞台装置 : 西玄三、滝沢藤三郎
- 舞台装飾：川崎作太郎、三島信太郎
- 音響助手：松本辰吉、吉田百人
- 照明装置：水上周明
- プロダクション・マネージャー：高橋基
- 製作総指揮：城戸四郎（クレジットなし[1]）

## 主題歌
- 『スピード時代』
  - 作詞：サトウハチロー
  - 作曲：高階哲夫
- 『スピードホイ』
  - 作詞：サトウハチロー
  - 作曲：島田晴誉

## 製作
- 脚本の初稿段階では仮題は『隣の雑音』だった。のちに広告などでの副題に用いられた[4]。
- 全編同時録音で撮影され、カットの変わり目で音が途切れぬよう、3台のカメラを同時に回して撮影された。
- 周囲の音が入ることを防ぐため、セットでの撮影は全て夜中に行われた。
- テストの時点で撮影所内の雑音が入ることが判明したため撮影が中断、一ヶ月かけて防音に配慮したトーキー専用セットが設けられた[5]。天井にズックを張り、床には畳を敷き詰めることで雑音を防いだ。また、カメラの回転音を防ぐために、畳で囲われたカメラブースが造られた。
  - このカメラブースは外から鍵がかかるようになっており、後の『上陸第一歩』の撮影で火事が起きた際、中にいたカメラマンの水谷至宏が焼死しかけたことがあった。
- 初のトーキー映画を意識していると見え、全編にわたってラジオの音声や猫の鳴き声、目覚まし時計の鳴る音など日常生活の音が数多く取り入れられている。
- 主人公の妻役には、当初は光喜三子が出演する予定であったが、撮影途中に姿を見せなくなり、事実上の降板となった。
- 撮影現場にやってくる豆腐屋の笛の音が撮影の邪魔になるため音を止めてもらうようスタッフが申し入れると、引き換えに豆腐を買わされたという。時には、食べきれず家に持って帰ることもあった。

## テレビ放送
2013年2月11日にNHK BSプレミアムで山田洋次監督が選んだ日本の名作100本の1本として放送された。